# Іван Шустершич
Іван Шустершич (словен. Ivan Šusteršič), також Шуштершич (словен. Ivan Šušteršič) (*29 травня 1863, Рибниця — 7 жовтня 1925, Любляна) — словенський адвокат, політик.
Народився в австро-угорському регіоні Крайна (нині Словенія). Його брат Алоїз був контр-адміралом австро-угорського військово-морського флоту, брав участь у Боксерському повстанні 1900 та Паризькій мирній конференції 1919. Після закінчення середньої школи у 1881 поступив до Віденського університету, де вивчав юриспруденцію. У 1890 був серед співзасновників Католицької політичної спільноти в Любляні, а у 1896 обраний до австрійського парламенту. З 1899 був членом Католицької національної партії, пізніше перейменованої у Словенську народну партію. З 1907 був президентом Словенського парламентського клубу. Протягом 1909—11 обіймав посаду голови найбільшої опозиційної коаліції — Словенського союзу, а протягом 1912—14 — голови Хорватського та Словенського парламентського клубу. У 1912 призначений губернатором Герцогства Крайна. У 1914 закликав до застосування сили проти сербів після антисербських заворушень у Сараєві.
До 1918 Шустершич залишався на посаді губернатора Герцогства Крайна, потім внаслідок дискусій усередині Словенської народної партії переїхав до Швейцарії: він не погоджувався з генеральною лінією партії та відкидав ідею створення незалежної Держави Словенців, Хорватів та Сербів, натомість підтримуючи ідею федералізації Австро-Угорщини.
У грудні 1922 повернувся до Югославії, у 1923 заснував Національну народну партію. У 1923 програв вибори, отримавши менше 2% голосів виборців, після чого завершив політичну діяльність.
Помер у Любляні 7 жовтня 1925.